# Erik Møse
Erik Møse (Oslo, 9 oktober 1950) is een Noors jurist. Hij maakte een loopbaan bij het Ministerie van Justitie en was van 1993 tot 1999 rechter van het Hof van Beroep in Oslo. Daarna was hij rechter, vicepresident en president van het Rwanda-tribunaal in Tanzania.

## Levensloop
Møse studeerde in 1976 af in de rechten aan de Universiteit van Oslo. Verder deed hij van 1980 tot 1981 nog een vervolgstudie aan het Institut des hautes études internationales in Genève. Vanaf 1977 werkte hij voor het Ministerie van Justitie als adviseur en van 1981 tot 1986 als afdelingshoofd.
Van 1985 tot 1986 was hij daarnaast onderrechter voor het district Opper- en Neder-Eiker, Modum en Sigdal. Vervolgens was hij van 1986 tot 1993 advocaat voor het bureau van de procureur-generaal voor civiele zaken, met vanaf 1989 de kwalificatie voor het hooggerechtshof. Van 1993 tot 1999 was hij rechter voor het Borgarting lagmannsrett, een eeuwenoud Hof van Beroep in Oslo met als rechtsgebied Oslo, Buskerud, Østfold en zuidelijk Akershus.
Naast zijn loopbaan onderwees Møse vanaf 1981 in de mensenrechten aan de Universiteit van Oslo. Sinds 1995 was hij daarnaast fellow van het Human Rights Centre van de Universiteit van Essex. Verder maakte hij deel uit van verschillende juridische commissies die de politiek adviseerden en was hij de voorzitter van de commissie voor de opname van mensenrechten in het Noorse recht en de invoering van een nieuw paspoort.
Internationaal had hij ook zitting in verschillende commissies, waaronder voor de Raad van Europa. Verder nam hij de verdediging op zich voor verschillende zaken die dienden voor het Europese Hof voor de Rechten van de Mens. Ook was hij vertegenwoordiger van zijn land tijdens de behandeling van Noorse rapporten tegenover de Mensenrechtencommissie van de Verenigde Naties. Verder nam hij deel aan mensenrechtenreizen naar Marokko en Ethiopië.
Møse publiceerde tientallen artikelen en schreef mee aan verschillende boeken waarvan hij er zelf een schreef over mensenrechten en verder nog een collectie uitbracht van internationale verdragen.
In 1999 werd hij rechter van het Rwanda-tribunaal in Arusha in Tanzania. Hetzelfde jaar werd hij ook vicepresident van dit tribunaal tot hij in 2003 gekozen werd tot president. Deze positie behield hij tot 2007; hij bleef nog aan als rechter tot 2009. Aansluitend werd hij rechter van het hooggerechtshof en vervolgens in 2011 rechter van het Europese Hof voor de Rechten van de Mens.